# Wadi al-Joz

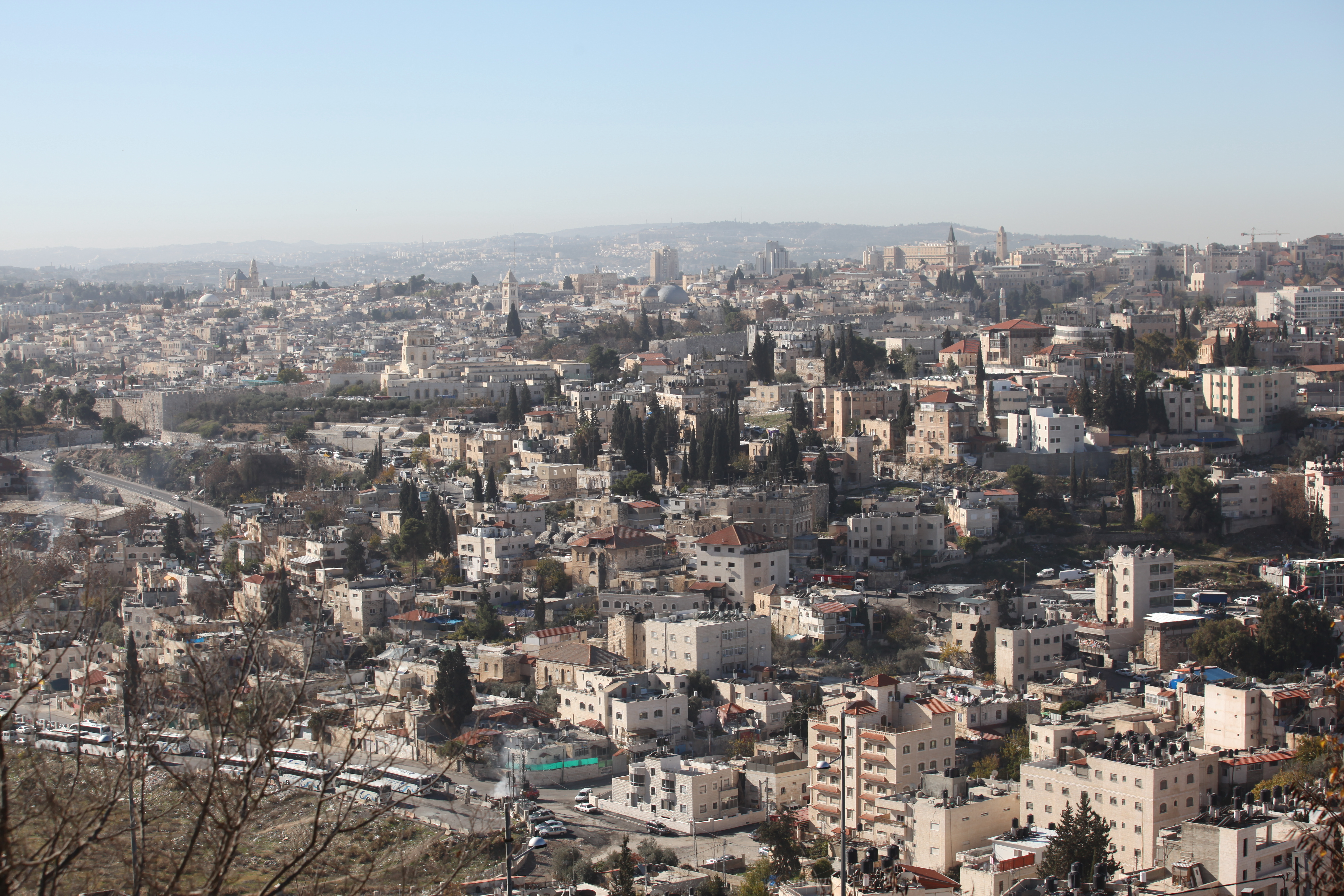
Wadi al-Joz vista desde el Monte Scopus

Wadi al-Joz (en árabe: وادي الجوز‎), también conocido simplemente como Wadi Joz (en español, "Valle de las Nueces"), es un barrio mayoritariamente palestino de Jerusalén Este, ubicado frente al Valle del Cedrón, al norte de la Ciudad Vieja. La población de Wadi al-Joz era de aproximadamente 17.000 personas en septiembre de 2014. El barrio de Wadi al-Joz se encuentra a unos 750 metros por encima del nivel de mar, en el Valle de Egoz (Nahal Egoz). 

## Economía
Wadi al-Joz es famosa entre los jerosolimitanos por sus talleres de reparación de coches, radicados en una zona industrial creada por el último alcalde palestino de Jerusalén, Rawhi Khatib, quien la estableció sobre 12 dunams de terrenos privados pertenecientes a un waqf de su familia.
El barrio se encuentra claramente diferenciado por clases sociales; los habitantes más pobres habitan cerca de la zona industrial, mientras que las familias acomodadas se alojan en amplias viviendas en las laderas de la colina.

## Administración
La única oficina de la Autoridad de Población, Inmigración y Fronteras de toda Jerusalén Este se encuentra en Wadi al-Joz, lo que conlleva un cuantioso número de visitantes cada día. Teniendo en cuenta que se trata de la oficina donde se tramitan los permisos de residencia, los pasaportes para viajar al extranjero, los registros de nacimientos o las renovaciones del carné de identidad, así como que debería dar servicio a una población de más de 300.000 personas, la oficina se encuentra absolutamente colapsada. El diario israelí Haaretz califica los intentos de los ciudadanos palestinos de Jerusalén de acceder a la oficina de "misión imposible".

## Historia
El barrio surgió a las afueras de la Puerta de Herodes a finales del siglo XIX, como consecuencia principalmente de la construcción de las casas de veraneo por parte de ricas familias árabes que poseían tierras agrícolas a las afueras de Jerusalén. De hecho, la casa de los mayores propietarios de tierras por aquella época, la familia Khatib, tenía unos 400 años de antigüedad hasta que unos bulldozers israelíes la arrasaron en 1979, si bien es cierto que sus propietarios se habían trasladado a ella tras el terremoto de Jericó de 1927. Otra familia que resultó clave en el desarrollo fue la de los Hidmis, que llegaron a Jerusalén en 1834 como parte del séquito de Ibrahim bajá. A partir de 1870 comenzaron a instalarse en Wadi al-Joz y construyeron varias de las casas aún alojadas en las laderas.
Un santuario dedicado a Simón el Justo (Shimon Hatzadik), quien según la tradición fue la quinta persona en recoger la Torá de manos de Moisés, fue adquirido en 1890 por una organización filantrópica sefardí. Con la ocupación de la parte oriental de Jerusalén por parte de las tropas jordanas tras la Guerra árabe-israelí de 1948, los habitantes judíos de Wadi al-Joz tuvieron que trasladarse, principalmente a Jerusalén Oeste. Sin embargo, su cercanía a dos casas en manos de propietarios palestinos ha creado ciertas tensiones a lo largo de los años. Por otro parte, la Cueva de Rambán, emplazada en la Calle 'Uthman Ibn 'Afan, es considerada por algunos judíos el lugar de enterramiento del rabino medieval Nahmánides.
A comienzos del siglo XX se construyeron allí un depósito de aceite y un centro de distribución. La principal mezquita del barrio es la Mezquita Abdeen, construida en 1939, aunque también se encuentra en Wadi al-Joz la Mezquita Hejazi, también del siglo XX.

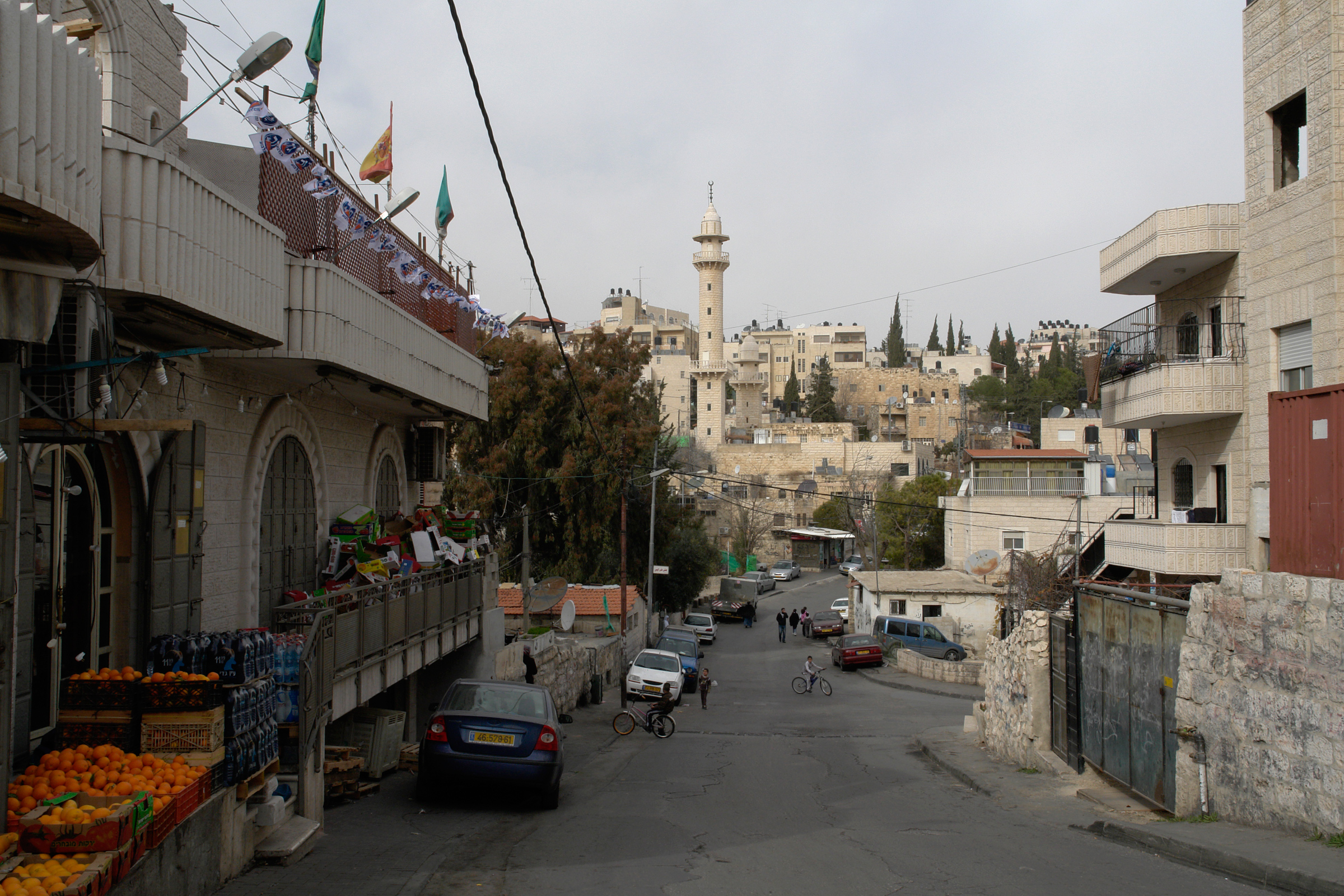
Calle de Wadi al-Joz

Como consecuencia de la Guerra árabe-israelí de 1948, unos 700.000 palestinos fueron expulsados o se vieron obligados a huir de sus hogares ante el avance de las tropas judías en lo que ha dado en conocerse como la Nakba. A la conclusión de la guerra, Israel les negó el derecho de retorno y se convirtieron oficialmente en refugiados. Muchos de los refugiados de Jerusalén Oeste, recientemente conquistada por Israel, se realojaron en Wadi al-Joz atraídos tanto por su cercanía al centro de la ciudad como por su escasa población. En las décadas de los años cincuenta y sesenta del siglo XX, una importante ola migratoria desde áreas rurales transformó la imagen de Wadi al-Joz. Por ejemplo, unos 300 inmigrantes de la zona de las colinas del sur de Hebrón se instalaron en una pequeña colina en el centro del barrio conocida como Jabal Abu Jibna.
En 1967, Israel atacó y derrotó a Siria, Jordania y Egipto en la denominada Guerra de los Seis Días, ocupando militarmente Cisjordania, Jerusalén Este, la Franja de Gaza, los Altos del Golán y la península del Sinaí. Salvo en el caso de esta última, que fue devuelta a Egipto como parte de los Acuerdos de Paz de Camp David en 1978, el resto permanecen a día de hoy bajo un régimen de ocupación militar israelí. La conquista de Wadi al-Joz por parte de Israel supuso una ola de expropiaciones y desahucios de propietarios palestinos, aunque también un importante impulso comercial hasta comienzos de los años ochenta, sobre todo en torno a su zona industrial. Sin embargo, el estallido de la Primera Intifada en 1987 perjudicó seriamente el desarrollo económico de Wadi al-Joz, en parte porque alejó a casi toda la clientela israelí que hasta entonces había sido asidua de sus talleres y en parte porque las numerosas e impredecibles huelgas ahuyentaron más si cabe a los potenciales clientes.

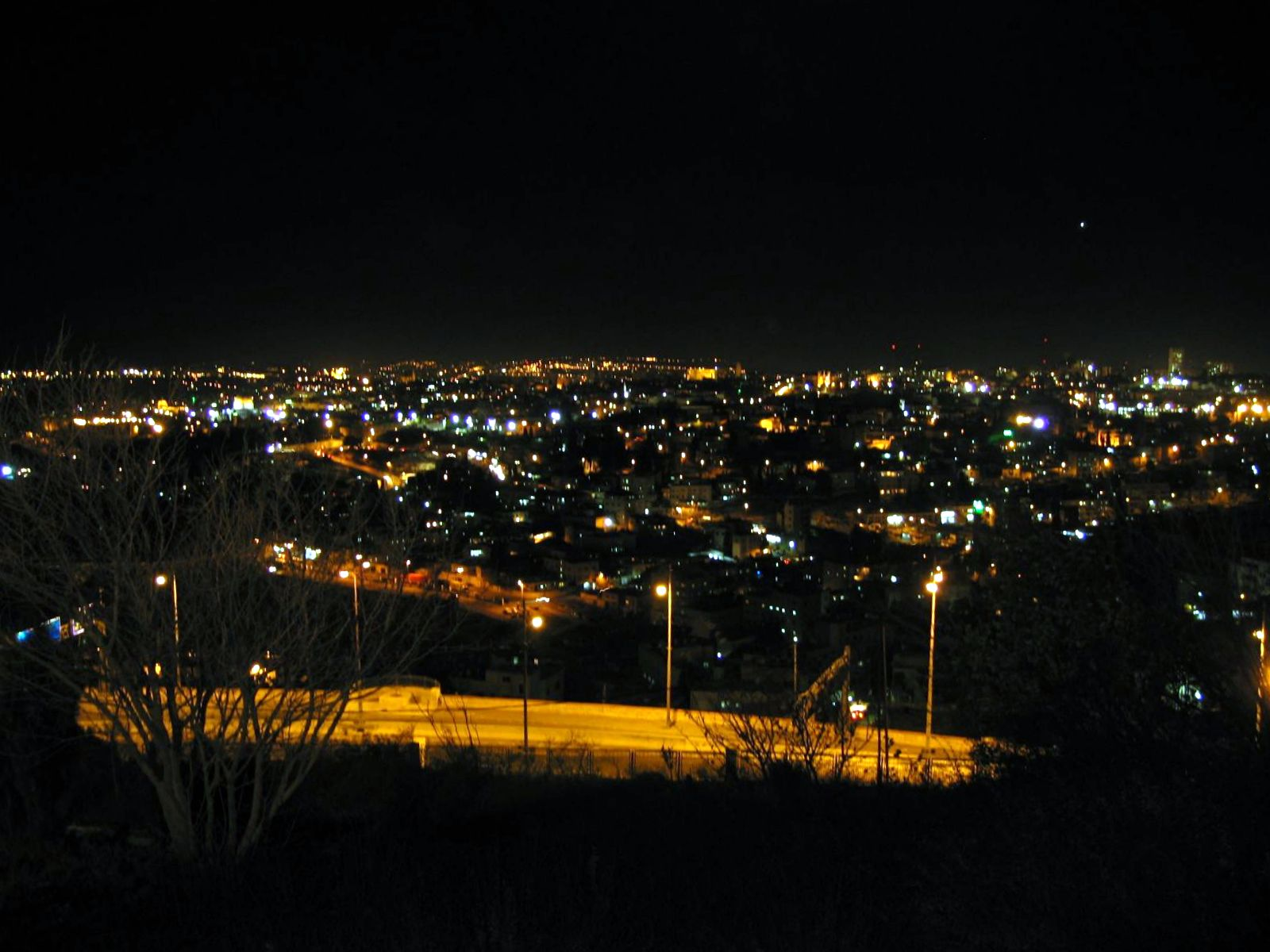
Vista nocturna de Wadi al-Joz desde el Monte Scopus

En el año 2000, la Autoridad Nacional de Parques de Israel designó una parte de Wadi al-Joz para la construcción del parque nacional del Valle Tzurim, un parque cuyo objetivo era recrear los paisajes agrícolas tradicionales que solían rodear Jerusalén. Para tal efecto, expropió tierras tanto a un waqf como a particulares palestinos. Además de la plantación de olivos, el proyecto preveía la construcción de un centro de visitantes y de un parque infantil para los habitantes de los barrios palestinos circundantes. Sin embargo, la ONG israelí B'Tselem ha denunciado que, a fecha de 2014, el parque infantil no se ha construido y un muro de piedra separa el Parque del Valle Tzurim de los barrios palestinos, que carecen de accesos a él. En 2004, el alcalde de Jerusalén Uri Lupolianski propuso entregar una parte del barrio de Wadi al-Joz a colonos judíos para "ayudar a unificar la ciudad", creando una zona contigua de población judía entre el Monte Scopus y la Ciudad Vieja. En 2007 se creó una asociación vecinal para impulsar mejoras en las infraestructuras y servicios locales.
El 11 de junio de 2010 falleció en Wadi al-Joz un vecino del campamento de Shuafat, también en Jerusalén Este, acribillado a balazos por policías israelíes después de que el coche que conducía se empotrara con un grupo de estos. Se llamaba Ziad Badawi Musa al-Julani y tenía 40 años.
El 4 de septiembre de 2014, un adolescente de Wadi al-Joz, Muhammad Abd Al-Majid Sunuqrut, de 15 años, murió por un disparo en la cabeza recibido durante una manifestación cinco días antes. El agente que le disparó no tenía permiso para usar ese tipo de arma. Según el padre del adolescente, le habían disparado con una bala recubierta de goma mientras caminaba hacia la mezquita para las oraciones la noche. Según la policía israelí, el disparo lo recibió en la pierna y se hirió posteriormente la cabeza mientras lanzaba piedras. Su padre se ha quejado del acoso del ejército israelí mediante el uso de espráis fétidos, balas recubiertas de goma y gases lacrimógenos. Nadie ha sido condenado por la muerte de Muhammad Abd al-Majid Sunuqrut.
En marzo de 2017, un agente de policía israelí llamado Moshe Cohen, perteneciente a la unidad de reconocimiento Yasam, fue filmado golpeando primero con la cabeza y posteriormente a puñetazos y patadas a un camionero palestino llamado Mazen Shwieki. Un grupo de trabajadores se acercó para intentar separarlo de su víctima, pero Cohen les ordenó que se alejaran y golpeó a uno de ellos, para volver luego a golpear al Shwieki. Un mes después, y tras haber sido criticado por varios miembros del Knéset, la policía israelí anunció la expulsión de este agente.
El 30 de mayo de 2020, un habitante de Wadi al-Joz de 31 años llamado Iyad al-Halaq fue abatido por policías de fronteras israelíes tras huir de uno de ellos y esconderse entre contenedores de basura. Iyad era autista e iba acompañado de su cuidadora, quien advirtió en repetidas ocasiones a los policías de su condición. Los policías esgrimieron que le dispararon porque llevaba un arma, algo que se demostró falso poco después.
El 7 de mayo de 2025, la policía israelí se adentró en el barrio y clausuró definitivamente sus tres escuelas de UNRWA a media mañana, deteniendo a los profesores y enviando a los alumnos a sus casas. Cualquier actividad educativa en estas escuelas fue declarada «delito criminal» y quedó prohibida en adelante.

## Residentes famosos
- Faisal Husseini.[15]